# Ecaterina Guica
Ecaterina Guica (née le 9 octobre 1995 à Bucarest) est une judokate canadienne. Elle participe aux Jeux olympiques d'été de 2016 et de 2021.

## Palmarès
- Médaille d'or dans la catégorie des moins de 52 kg aux Championnats panaméricains de judo 2020
- Médaille d'argent dans la catégorie des moins de 52 kg aux Championnats panaméricains de judo 2016
- Médaille d'argent dans la catégorie des moins de 52 kg aux Jeux panaméricains de 2015
- Médaille de bronze dans la catégorie des moins de 52 kg aux Championnats panaméricains de judo 2018
- Médaille de bronze dans la catégorie des moins de 52 kg aux Championnats panaméricains de judo 2017
- Médaille de bronze dans la catégorie des moins de 52 kg aux Championnats panaméricains de judo 2015